# Sistemul drepturilor părintești în legislația română
Sistemul drepturilor părintești în legislația română este descris de codul civil, fostul cod al familiei abrogat dar încă în vigoare pentru sentințele date anterior datei de 1 octombrie 2011, până când copii vor ajunge la vârsta majoratului și de Legea copilului. În legislația română părinții au aceleași drepturi și îndatoriri față de copiii lor, cu excepția părinților divorțați sau separați pentru care s-a pronunțat o sentință definitivă, a părinților decăzuți din exercițiul drepturilor părintești și a părinților care au încuviințat la adopția copiilor. Deși legea a făcut progrese în a asigura dezideratul egalității părintești post-divorț, în continuare există anumite diferențe cu privire la drepturile părinților parțial perpetuate de faptul că sentințele acordate anterior intrării în vigoare a noului cod civil nu se schimbă automat și parțial datorită faptului că legea nu permite custodia comună fizică decât atunci când există o înțelegere a părinților în acest sens.

## Sistemul drepturilor părintești
- Părintele care și-a dat copilul spre adopție nu are nici un drept și nici o obligație privitor la copilul său
- Părintele decăzut din exercițiul drepturilor părintești are, în ciuda decăderii, dreptul de a consimți la adopția copilului.
- Părintele necustodian (părintele nedecăzut din exercițiul drepturilor părintești dar care nu a primit încredințarea copilului printr-o sentință anterioară intrării în vigoare a noului cod civil sau părintele care nu a primit exercițiul drepturilor părintești ca urmare a unei sentințe ulterioare intrării în vigoare a noului cod civil) are, suplimentar, următoarele drepturi și obligații:
  - dreptul de a lua decizii în problemele de zi cu zi (proiectul de modificare a legii 272/2004)
  - dreptul de a veghea la creșterea și educarea copilului (în România, Art. 398 și 493 din Codul civil)
  - dreptul de a păstra relații personale cu minorul (contact)
    - dreptul de a se întâlni cu copilul în afara locuinței copilului (în România, Art. 15 lit. (1) din Legea 272/2004)
    - dreptul de a se vizita pe copil la locuința copilului (dreptul de accces - în România, Art. 15 lit. (2) din Legea 272/2004)
    - dreptul de vremelnică a copilului la locuința sa (în România, Art. 15 lit. (3) din Legea 272/2004)
    - dreptul de a coresponda cu copilul prin telefon, mail, chat, videochat (în România, Art. 15 lit. (4) din Legea 272/2004)
    - dreptul ca informații despre părinte să fie prezentate minorului (în România, Art. 15 lit. (5) din Legea 272/2004)
    - dreptul de a primi informații despre copil (în România, Art. 15 lit. (6) din Legea 272/2004)
- Părintele custodian (părintele care a primit încredințarea copilului printr-o sentință anterioară intrării în vigoare a noului cod civil sau părintele care a primit exercițiul drepturilor părintești ca urmare a unei sentințe ulterioare intrării în vigoare a noului cod civil) are, suplimentar, următoarele drepturi și obligații:
  - dreptul de a lua deciziile cu privire la bunăstarea copilului (în România, Art. 486 din Codul civil)
  - dreptul de a administra bunurile copilului (în România, Art. 501 din Codul civil)
  - dreptul de a reprezenta copilul în actele juridice civile (în România, Art. 501 din Codul civil)
  - dreptul de a încuviința actele juridice civile ale copilului (în România, Art. 501 din Codul civil)
  - dreptul de supraveghea relațiile sociale ale copilului (în România, Art. 494 din Codul civil)
  - dreptul de a cere înapoierea copilului de la persoanele care îl rețin fără drept (în România, Art. 495 din Codul civil)
- Părintele custodian rezident (părintele care a primit încredințarea copilului printr-o sentință anterioară intrării în vigoare a noului cod civil sau părintele care a primit exercițiul drepturilor părintești ca urmare a unei sentințe ulterioare intrării în vigoare a noului cod civil și la care, suplimentar, s-a stabilit locuința minorului) are, suplimentar, următoarele drepturi și obligații:
  - dreptul de a găzdui statornic minorul (în România, Art. 92, 400 și 496 din Codul civil)